# Acid 4-aminosalicilic
Acidul 4-aminosalicilic sau acidul para-aminosalicilic (PAS) este un antibiotic utilizat în principal în tratamentul tuberculozei, de obicei în asociere cu antituberculoase (precum izoniazida). Calea de administrare disponibilă este cea orală. Este adesea formulat sub formă de p-aminosalicilat de sodiu, fiind astfel mai bine tolerat.
Molecula a fost descoperită în anul 1902 și a fost aprobată pentru uz medical în anul 1943. Se află pe lista medicamentelor esențiale ale Organizației Mondiale a Sănătății.

## Utilizări medicale
Acidul 4-aminosalicilic este utilizat în asociere cu alte antituberculoase în tratamentul infecțiilor cu Mycobacterium tuberculosis.
A fost utilizat și în tratamentul bolii Crohn și a colitei ulcerative, însă a fost înlocuit de medicamente mai potente, precum este sulfasalazina și mesalazina.

## Reacții adverse
Poate produce tulburări gastrointestinale, cu greață și vomă.